# Beaufort's Dyke
Beaufort's Dyke är en gravsänka i Storbritannien. Den ligger i Nordkanalen mellan Nordirland och Skottland. Sänkan är 50 km lång, 3,5 km bred och 200-300 meter djup.